# Балан Маріка Георгіївна
Маріка Георгіївна Балан (рум. Marica Bălan; 1 квітня 1936 — 21 лютого 2014) — радянська і молдовська актриса театру і кіно.

## Життєпис
Маріка Балан народилася в бессарабському селі Дмитрівка Ізмаїльського повіту (Румунія; нині Кілійський район Одеської області). У 1955—1960 роках навчалася в Театральному училищі імені. Бориса Щукіна.
У 1960—1970 роках грала в Московському театрі «Ромен», а в 1970—1976 роках служила актрисою «Современник», грала роль Циганки у виставі «Ешелон».
У 1978 році Маріка Балан повернулася до Молдавської РСР. У 1977—1981 роках вона була актрисою Театру-студії кіноактора кіностудії «Молдова-фільм». У 1985—1990 роках працювала актрисою театру «Лучаферул». У 1990 році створила театр одного актора «Моно».
У кіно Маріка Балан дебютувала в 1966 році в ролі Васілуци у фільмі «Гіркі зерна». У 2011 році про життя та творчість актриси було знято документальний фільм «Маріка Балан» (режисер Мірча Сурду).
Наприкінці 1990-х років Маріка Балан вийшла на пенсію, останні роки жила в будинку престарілих в Кочієрах, де померла 21 лютого 2014 року.

### Родина
Маріка Балан була першою дружиною письменника Фрідріха Горенштейна.

## Фільмографія
- 1966 — Гіркі зерна (Gustul pinii; Молдова-фільм) — Васілуца
- 1969 — Весілля в палаці — режисерка телебачення
- 1972 — Останній гайдук — Марія
- 1973 — Мости — Ірина
- 1974 — Довгота дня — секретарка (немає в титрах)
- 1974 — Чоловіки сивіють рано — Ілеана (дублювала Валентина Пугачова)
- 1974 — Осінні грози — епізод
- 1977 — Хто — кого (Сувенірні кіоски; Молдова-фільм) — Пеуна
- 1978 — Агент секретної служби (Молдова-фільм) — селянка
- 1983 — Вам телеграма — Марія Павлівна
- 1984 — Тривожний світанок — епізод
- 1988 — Радості земні — тітка Ліля